# Leipheim
Leipheim je město v německé spolkové zemi Bavorsko, v zemském okrese Günzburg ve vládním obvodu Švábsko. Žije zde přibližně 7 700 obyvatel.

## Poloha
Město leží na řece Dunaj u hranic Bavorska s Bádenskem-Württemberskem. Sousední obce jsou: Asselfingen (BW), Bibertal, Bubesheim, Elchingen, Günzburg, Langenau (BW), Nersingen a Rammingen (BW).